# New beat
El new beat és un gènere de música electrònica que fusiona elements de new wave, hi-NRG, EBM i la tècnica de l'scratching. Va florir a Bèlgica a finals de la dècada del 1980. El new beat va generar un subgènere anomenat hard beat (una barreja d'EBM, new beat i acid house) i es va convertir en una influència clau en l'evolució dels estils de música electrònica de ball europeus com el techno belga, el techno hardcore i el gabber.

## Història
El new beat es va originar a Bèlgica el 1987 i es va fer popular en diversos clubs d'Europa occidental. El gènere es va «inventar accidentalment» a la discoteca Ancienne Belgique d'Anvers quan Dikke Ronny va punxar el disc d'EBM de 45 rpm Flesh d'A Split-Second a 33 rpm, amb el pitch control. posat a +8. A més d'amb A Split-Second, el new beat també es va veure influenciat per altres músics d'EBM com Front 242, Signal Aout 42 i Neon Judgment, així com per grups de new wave com Fad Gadget, Gary Numan, New Order, Boytronic i Anne Clark. Discoteques com el Boccaccio de Gant van ajudar a socialitzar el gènere.
A Bèlgica, recopilacions com New Beat Take 1 van vendre 40.000 unitats. El so belga va ser reintroduït al mercat dels Estats Units d'Amèrica l'any 1989 a través d'un àlbum recopilatori conegut com This Is the New Beat, publicat per Polygram Records.
Els grups de new beat amb més èxit comercial van ser Confetti's i Lords of Acid, que van rebre l'atenció del programa de MTV Europe Party Zone. La cançó «Qui...?» (1989) de Brussels Sound Revolution va incorporar parts d'una roda de premsa de l'exprimer ministre Paul Vanden Boeynants després que fos segrestat per la banda criminal de Patrick Haemers.
L'auge del nou gènere no només va fer aparèixer nous artistes, també es van crear uns quants segells discogràfics com Antler-Subway Records, R&amp;S Records, ARS, PIAS Recordings, ZYX Records i Music Man. El documental The sound of Belgium (Jozef Devillé, 2012) repassa la història de l'Electronic Body Music i el new beat belga.